# Hungaroton
Hungaroton là công ty thu âm và phát hành đĩa nhạc duy nhất ở Hungary trong khoảng 40 năm.
Công ty Hungaroton được thành lập vào năm 1951. Khi đó, các đối thủ cạnh tranh của họ trên thị trường âm nhạc Hungary là đều là các hãng thu âm đến từ các nước xã hội chủ nghĩa khác, như là: Melodiya, Supraphon và Eterna. Ban đầu, công ty có tên là Hãng thu âm Qualiton, sau đó được đổi thành Hungaroton vào giữa những năm 1960, mặc dù thương hiệu Qualiton vẫn là được sử dụng cho các đĩa nhạc thuộc dòng nhạc operetta và gipsy. Công ty sau đó cũng thành lập thương hiệu mới dành cho dòng nhạc rock và jazz (Pepita, Bravó và Krém).
Vào đầu những năm 1990, việc nhập khẩu ồ ạt các đĩa hát nước ngoài đã khiến cho doanh thu của Hungaroton giảm sút nghiêm trọng. Mặc dù công ty mẹ ban đầu đã phải đóng cửa, các công ty nhỏ đã trỗi dậy từ đống đổ nát của Hungaroton. Các công ty Hungaroton Gong và Hungaroton Classic trở thành công ty tư nhân vào năm 1995, và được hợp nhất lại vào năm 1998 dưới tên Hungaroton Records Publisher Ltd.
Ngày nay, công ty xuất bản khoảng 150 đĩa nhạc mới mỗi năm, trong đó có một nửa là nhạc cổ điển và một nửa là nhạc phổ thông